# 1000 Yards zwischen Leben und Tod
1000 Yards zwischen Leben und Tod (Originaltitel: Thousand Yard Stare) ist ein kanadischer Kriegsfilm des Regisseurs Aaron Kurmey aus dem Jahr 2018.

## Handlung
Während des Zweiten Weltkriegs besiegen deutsche Truppen die Amerikaner in der Schlacht am Kasserinpass. Ein einsamer Sergeant, Roland Rothach, wird in den Wüsten Nordafrikas von seinem Zug getrennt. Als er von deutschen Soldaten gefangen genommen wird, muss er sich seinen schlimmsten Ängsten stellen. Ängste, die ihn noch lange nach Kriegsende verfolgen. Zu Hause kämpft er mit Rückblenden der Schrecken und Traumata, die er erlebt hat, einer gescheiterten Ehe und der Leere der Isolation.

## Produktion
Der Film wurde von Sean T. Haley, Ryan Hatt, Kevin Johnson, Erika Kao-Haley, Aaron Kurmey, Lauren Kurmey und Adam Munro produziert.